# Sergej Ivanov
För andra betydelser, se Sergej Ivanov (olika betydelser).
Sergej Borisovitj Ivanov (ryska: Сергей Борисович Иванов), född 31 januari 1953 i Leningrad, Ryska SFSR (nu Sankt Petersburg, Ryssland), är en rysk politiker och underrättelseofficer. Han har haft flera höga uppdrag inom Rysslands regering, bland annat som försvarsminister 2001–07 och förste vice premiärminister 2007–08.

## Biografi
Efter examen i filologi vid Leningrads statliga universitet 1975 började Ivanov arbeta för underrättelsetjänsten KGB i Leningrad, där han lärde känna Rysslands senare president Vladimir Putin. Från 1981 var Ivanov anställd inom första huvuddirektoratet, utrikesavdelningen inom KGB, och tjänstgjorde bland annat vid de sovjetiska ambassaderna i Helsingfors och Nairobi. Efter Sovjetunionens upplösning fortsatte Ivanov arbeta inom Ryska federationens yttre underrättelsetjänst (SVR).
I augusti 1998 utsågs Ivanov till vice direktör för Ryska federationens federala säkerhetstjänst (FSB) under den dåvarande FSB-chefen Putin, och därefter till sekreterare i Rysslands säkerhetsråd i november 1999. I maj 2001, i början av Putins presidentskap, befordrades Ivanov till försvarsminister. I februari 2007 tillträdde han som förste vice premiärminister, och nämndes samma år som en möjlig kandidat att efterträda Putin i presidentvalet 2008. Istället kom dock Dmitrij Medvedev, som tjänstgjorde som vice premiärminister jämte Ivanov, att ta över som president.
Ivanov kom 2011 att utses till stabschef i Rysslands presidentadministration, en post han innehade till 2016. Därefter har han tjänstgjort som presidentens särskilda representant i frågor om ekologi och transport. Efter den ryska annekteringen av Krimhalvön 2014 införde USA i mars 2014 sanktioner mot ett antal personer inom och med kopplingar till Rysslands regering, däribland Ivanov.

## Privatliv
Förutom modersmålet ryska behärskar Ivanov engelska, norska och svenska flytande. Han talar även lite franska.
Ivanovs fritidsintressen är fiske och engelska deckare. Han är sedan 1976 gift och har två söner, födda 1977 och 1982.